# Virtual pet Digimon
O Digital Monster, também conhecido como Virtual pet Digimon e Tamagotchi Digimon, é um aparelho eletrônico criado por Akiyoshi Hongo e comercializado em 1997 pela empresa japonesa Bandai. Este animal de estimação acabou sendo a contraparte masculina do Tamagochi, visto como voltado para o público feminino. Era semelhante aos animais de estimação virtuais anteriores, com a distinção de ser um animal de estimação de combate que poderia se conectar com outras pessoas. Seu sucesso de vendas acabou gerando a franquia Digimon e um spin-off que faz parte de seu multiverso, Magical Witches.
O modelo original do Digital Monster, lançado em 1997, vendeu 14 milhões de unidades em todo o mundo, incluindo 13 milhões no Japão e 1 milhão no exterior, até março de 2004. Em 2005, mais de 24 milhões de unidades da Digital Monster foram vendidas.
Em 2017, foi lançada no Japão uma edição de 20 anos que permite ao proprietário escolher qualquer um dos ovos das 5 primeiras versões do brinquedo original, além de vários novos desbloqueados por vários métodos. A versão mundial desta edição foi lançada em todo o mundo em 2019 e acabou recebendo uma segunda versão em 2020 devido ao exito de vendas.

## Conceito
Precedendo a série animada e outros produtos da franquia, tais como jogos eletrônicos e jogo de cartas, veio o aparelho eletrônico nomeado virtual pet, ou simplesmente V-pet. O aparelho segue o conceito de animal de estimação virtual, com uma dificuldade maior e disponibilidade de batalhar com seus digimons com outros jogadores conectados. Os jogadores começam com um digimon nível bebê, podendo treiná-lo, evoluí-lo (ou digievoluí-lo no ocidente) e batalhar contra outros para ver qual digimon é o mais forte.
Após o sucesso comercial do virtual pet, onde as vendas alcançaram 13 milhões de unidades em todo o mundo até março de 2004, a Bandai adaptou as criaturas para outras mídias. O primeiro lançamento foi o jogo eletrônico Digital Monster Ver. S: Digimon Tamers para o console Sega Saturn, que tinha jogabilidade semelhante foi desenvolvido pela TOSE e publicado pela Bandai. 

## Sistema de jogo

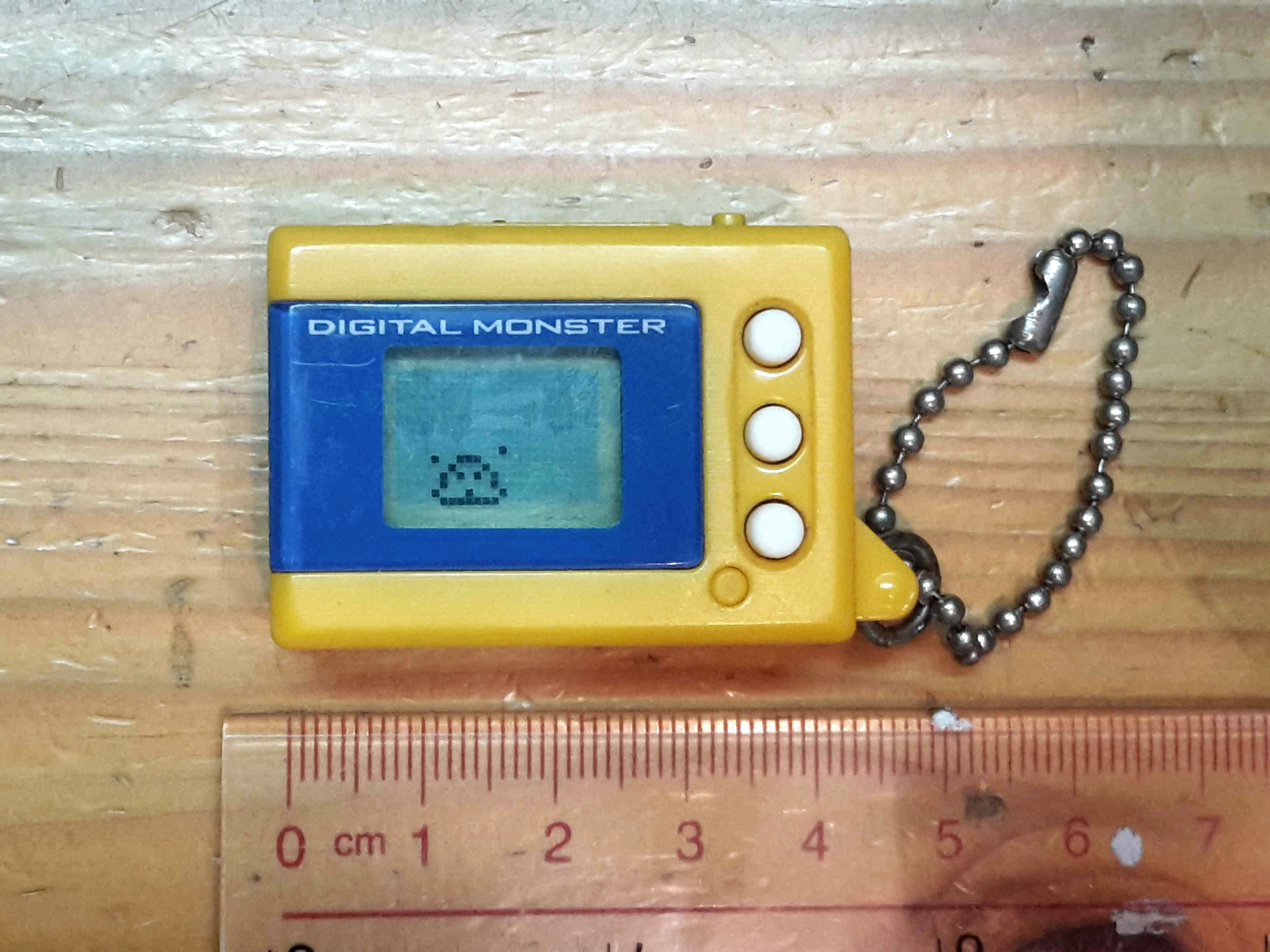
Modelo de vitual pet Digimon.

O jogo possui oito itens para que o jogador possa tomar conta de seu digimon. O primeiro é sobre o estado: mostra sua idade, peso, força e energia; se o digimon não os possuir, não será capaz de batalhar. O segundo é sobre a alimentação: a comida aumenta sua fome e a vitamina aumenta sua força e energia; independentemente do alimento, o peso do digimon aumenta; quando o digimon atinge o nível criança, ele será capaz de comer além do normal; o digimon é capaz de comer um número ilimitado de vitaminas.
O terceiro é o treinamento: o digimon tornará mais forte se for bem sucedido em seu treino. O quarto é a batalha: uma vez que é ativado, permite a conexão de um aparelho com um outro e começar a luta entre os dois digimons; com as batalhas o jogador será capaz de chegar com seu digimon ao nível «ultimate»; digimons de nível inferior ao criança não é capaz de lutar.
O quinto é banheiro: será necessário cuidar dos dejetos do digimon, descartando-os, caso contrário ele ficará doente. O sexto é a iluminação: a iluminação determina se o digimon irá dormir ou não. O sétimo é os cuidados médicos: o digimon pode ficar ferido depois de uma batalha e essa opção é para cuidá-lo; o digimon poderá recusar os cuidados. O oitavo é um alerta: avisa quando o digimon necessita de alimentação ou dormir.

## Virtual Pets
Existem três séries do dispositivo de LCD de Digimon. Duas são distribuídas pela Bandai: a Série principal, que são conhecidos como Digitalmonster type, e os baseados nos digivices das animações, conhecidos como Digivice type. E existe uma terceira série feita pela Bandai Asia. 

### Série principal
| 1997 | Digital Monster           |
| 1998 | Pendulum                  |
| 1999 |                           |
| 2000 |                           |
| 2001 |                           |
| 2002 | Pendulum Progress         |
| 2003 | Pendulum X                |
| 2004 |                           |
| 2005 | Digimon Accel             |
| 2005 | Digimon Mini              |
| 2006 |                           |
| 2007 | Digimon Twin              |
| 2008 |                           |
| 2009 |                           |
| 2010 | Mini Xros Wars            |
| 2011 |                           |
| 2012 |                           |
| 2013 |                           |
| 2014 |                           |
| 2015 |                           |
| 2016 |                           |
| 2017 | Digital Monster Ver.20th  |
| 2018 | Digimon Pendulum Ver.20th |
| 2019 | Digital Monster X         |
| 2020 | Pendulum Z                |

#### Digital Monster
A primeira entrada principal da série e o primeiro produto da franquia foi lançado no Japão em julho de 1997. Digimon vivendo no mundo digital é compactado em uma tela pequena! Um dispositivo portátil inovador que pode ser criado e evoluído. Uma batalha acirrada entre os monstros digitais. O brinquedo recebeu cinco versões entre 1997 e 1998. Cada brinquedo possuía cor e digimon diferentes.

#### Pendulum
Em outubro de 1998, a Bandai lança o dispositivo Pendulum, que apresenta níveis mais altos de evolução e é a primeira a introduzir a função Jogress, que permite a combinação entre certos tipos de digimon. Ele possui também um sistema pêndulo que é usado para contar o número de vezes que o dispositivo foi sacudido. Foram lançadas, durante os anos de 1998, 1999 e 2000, cinco versões do Digimon Pendulum, que são Nature Spirit para a versão 1, Deep Savers para a versão 2, Nightmare Soldier para a versão 3, Wind Guardian para a versão 4 e finalmente Metal Empire para a versão 5. Cada uma delas é seguida por uma versão 0.5 que continha uma linha de caracteres ligeiramente alterada. Uma versão 0 representando o Virus Busters também foi lançada posteriormente.

#### Pendulum Progress
Pendulum Progress foi o sucessor do Pendulum original. Existem três versões no total lançados entre 2002 e 2003; o Pendulum Progress é uma atualização semelhante à conexão Tamagotchi. A linha de caracteres em cada um é expandida e mantém o recurso do pêndulo que se tornou um padrão de série; Ele também adicionou um novo recurso chamado Win Battle Training, que tem a capacidade de fazer com que o monstro atual lute com um monstro de computador em batalha, em vez de se conectar a outro dispositivo.

#### Pendulum X
O sucessor do Pendulum Progress foi o Pendulum X, lançado em 2003. Combinou os elementos de RPG dos jogos Digivice com a criação de animais padrão. Ao contrário de seus antecessores, a linha Pendulum X foi acompanhado por uma história intitulada Digimon Chronicle (デジモンクロニクル, Dejimon Kuronikuru), o que foi dito principalmente através de texto em prosa intercaladas com, non-sequitur de seis páginas em quadrinhos curtas impressos nos folhetos. Havia quatro "capítulos", um vendido com cada versão do Pendulum X.

#### Accel
Lançado em 2005, o Digimon Accel, estilizado como Digimon Accelerator, possui recursos como o Accel Grip, o sensor de matriz que pode digitalizar chips DDP e sua mão. Possui o conector de três pontas e uma placa removível permite alterar a capa do papel por baixo.

#### Mini
O Digimon Mini é modelado de forma semelhante aos animais de estimação originais, mas em um tamanho muito menor. O conjunto de caracteres foi minimizado e as funções são limitadas. Por exemplo, não há tela de status para ver a fome dos Digimon. O jogador deve simplesmente alimentá-lo quando estiver com fome.[carece de fontes?]
O Mini também usa o conector de três pinos; portanto, é compatível com o Pêndulo X, o Digimon Accelerator e o Digimon iC. O terceiro Mini atualiza a lista de personagens, expandindo os Digimon disponíveis de 13 para 18.

#### Digimon Twin
Lançado em 2007, o Twin é a primeira linha de V-Pets a ser oferecida em conjuntos de dois e para permitir uma comunicação mais amigável sistema.

#### Mini Xros Wars
Baseado no Digimon Mini, o mini Xros Wars são compatíveis apenas com eles mesmos e utilizam o DigiXrossing com inimigos derrotados para evoluir.

#### Digital Monster Ver.20th
Um remake do animal de estimação virtual Digital Monster original para comemorar o 20º aniversário da franquia Digimon, agora com muitos novos recursos. Ele contém todo o Ver.1 ao Ver.5 da linha Digimon Virtual Pet de primeira geração, resultando em uma lista de mais de 115 Digimon.

#### Digimon Pendulum Ver.20th
É o remake do Pendulum original comemorando o 20º aniversário do dispositivo. Ele contém todos os Digimon anteriores da linha Digimon Virtual Pet da geração Pendulum, mas nem todos podem ser obtidos em um dispositivo. Agora o dispositivo está dividido em duas metades e cada parte possui Digimon exclusivos para cada um.

#### Digital Monster X
Continuação direta do Pendulum X, e assim como ele, o Digital Monster X foi acompanhado por uma história intitulada Digimon Chronicle X (デジモンクロニクルエックス, Dejimon Kuronikuru X). Possui três versões, com cada uma tendo dois dispositivos de cores diferentes com Digimon exclusivos em cada.